# Yamamay
Yamamay è un marchio di biancheria intima appartenente al Gruppo Pianoforte Holding SpA di proprietà delle famiglie Cimmino e Carlino e con sede a Gallarate (Provincia di Varese). I prodotti a marchio Yamamay vengono distribuiti per lo più con la formula del franchising in oltre 600 negozi nel mondo.

## Storia
Nato nel 2001, il marchio di biancheria intima maschile e femminile Yamamay già nei primi anni di attività è stata considerata una tra le prime dieci aziende emergenti nel mondo della moda. Con una capillare rete distributiva di boutique monomarca in franchising ed in gestione diretta, Yamamay conta circa 600 negozi in Italia e nel mondo.
Attuale presidente è Francesco Pinto; amministratori delegati Gianluigi Cimmino (ideatore del progetto ed anche responsabile del marketing) e Maurizio Carlino.
L'azienda è stata anche la prima italiana del settore ad espandere la propria attività tramite un negozio online.

## Prodotti

### Biancheria
Yamamay produce: biancheria intima, calze, pigiameria, maglieria e costumi da bagno per uomo, per donna e bambino/a.

### Cosmetica e trucchi
Dal 2009 è stata lanciata sul mercato anche una linea di prodotti di cosmetica e trucchi con il marchio Yamamay Beauty.

### Calzature
Più recentemente è stata ideata, grazie alla collaborazione con Miriade spa, una linea di calzature denominata Yamamay Shoes, che vede come prodotto di punta le ballerine Yamamour.

## Promozione
Fra i personaggi più celebri ad aver prestato la propria immagine a Yamamay si possono ricordare l'attrice Martina Stella nel 2007, l'atleta Andrew Howe nel 2008 e la tuffatrice Tania Cagnotto con il nuotatore Massimiliano Rosolino nel 2009, cui sono stati affiancati nel 2010 i colleghi: Luca Marin, Alessandro Calvi, Rudy Goldin, Nicola Ferrua e Christian Galenda e la campionessa di ciclismo Noemi Cantele. 
Il 2010 è anche l'anno che segna la collaborazione con una delle maggiori popstar del panorama musicale, Jennifer Lopez, mentre testimonial per la linea maschile diventa il celebre deejay francese Bob Sinclar.
Tra le modelle ad aver invece posato per i cataloghi del marchio: Karen Carreno, Aline Nakashima, Jessica White, Gracie Carvalho, Mădălina Diana Ghenea ed Elettra Rossellini Wiedemann (figlia della celebre attrice Isabella Rossellini). Nel 2011 Testimonial per la linea femminile è stata la pluripremiata nuotatrice Federica Pellegrini, inoltre l'azienda si espande nel mondo dei social network attraverso una collaborazione con la blogger Chiara Ferragni. Nel 2013 volto dell'azienda è stata Marica Pellegrinelli. Nel 2013 inoltre l'azienda inizia la sua collaborazione con il concorso internazionale Miss Universo, facendo di Gabriela Isler (Miss Universo 2013) una delle testimonial della linea estiva 2014; nello stesso anno ha iniziato a collaborare anche la modella Emily Ratajkowski.
È sponsor ufficiale della squadra di calcio Ischia Isolaverde.
Nel 2022 Yamamay ha stretto la sua prima collaborazione con la filantropa influencer Princess Bee - all'anagrafe Benedetta Paravia - artista, autrice, produttrice creativa, designer e imprenditrice; l'italiana più apprezzata in Medio Oriente, che ha dato vita alla collezione inclusiva “Princess Bee” una mini collezione molto femminile  per far sentire speciali e sofisticate tutte le donne di qualsiasi nazionalità e di qualsiasi colore di pelle.

## Distribuzione
Yamamay distribuisce i suoi prodotti in oltre 600 negozi nel mondo, di cui 560 con la formula del franchising.
In Italia i negozi del marchio sono 78. Nel dicembre 2018 apre un negozio Yamamay (con caffè) in piazza Cordusio a Milano.

## Gruppo Pianoforte Holding
Nato nel 2010 dalla fusione di Inticom-Yamamay e Jaked con Kuvera-Carpisa, fa capo alle famiglie napoletane Cimmino e Carlino.
Opera attraverso tre brand, Yamamay (biancheria intima), Carpisa (borse e valigie) e Jaked (costumi). Presidente è Luciano Cimmino, amministratori delegati Gianluigi Cimmino e Maurizio Carlino, fatturato nel 2017 di 300 milioni di euro, Ebitda di 18 milioni, export del 16%, 2.300 dipendenti, 1.298 negozi in 52 paesi di cui 900 in Italia.